# Nyékládháza–Tiszaújváros-vasútvonal
A MÁV 89-es számú Nyékládháza–Tiszaújváros-vasútvonala egy egyvágányú, 25 kV 50 Hz-cel villamosított vasútvonal.

## Története
A vasútvonal 1955-ben épült, a Tiszaújváros (akkoriban Leninváros) mellett fekvő hőerőmű és épülő gyártelep, illetve a növekvő lakosságú település kiszolgálására és az országos vasúthálózatba történő bekötésére. Az 1960-as évek közepéig kizárólag gőzvontatás volt a vonalon, de az erőteljes dízelesítés és az 1962-es villamosítás ellenére is egészen az 1980-as évek első feléig dízelmozdonyok vegyesüzemben közlekedtek a gőzösökkel. A szinten feketekőszén tüzelésű Tiszapalkonyai erőmű adottságai volt az oka.

## Jelen
2016-ban részben ütemes menetrend volt érvényben, hétköznapokon 9 járatpár közlekedett. A vonalon a MÁV V43-as és V46-os mozdonyok által vontatott Bdt vezérlőkocsik valamint Bzmot motorvonatok látták el a szolgálatot.
Az alacsony utasforgalom és kihasználtság miatt a 2013. december 15-ei menetrendváltástól a Tiszaújváros-Tiszapalkonya szakaszon – amely ugyanezen vonalhoz tartozott – szünetel a személyszállítás, a vonatok Miskolctól csak Tiszaújvárosig közlekednek.
Néhány nappal a menetrendváltás után a MÁV megszüntette a közvetlen vonatforgalmat Miskolcról, így a személyvonatok azóta csak Nyékládháza és Tiszaújváros között közlekednek. Ez a döntés körülbelül 10-15 perccel meghosszabbítja a menetidőt.
Tehervonatok továbbra is közlekednek a Tiszai olajfinomítóra.
A 2016 / 2017-es menetrendváltáskor Nagycsécs és Sajószöged megállóhelyek kis kihasználtság miatt megszűntek, így Nyékládháza és Tiszaújváros között már csak Hejőkeresztúron állnak meg a vonatok. 2022 decemberétől újra megállnak a vonatok Sajószöged megállóhelyen de Nagycsécs megállóhelyen nem.
2022 nyarának végétől a vonalon kétórás ütemes menetrend lépett életbe 10 vonatpárral, melyekből 9 pár Miskolc-Tiszai állomásig közlekedik.
A Bzmot-flotta elöregedése és a súlyos járműhiány miatt 2023. augusztus 1-étől a személyvonatok helyett vonathelyettesítő autóbuszok közlekednek.

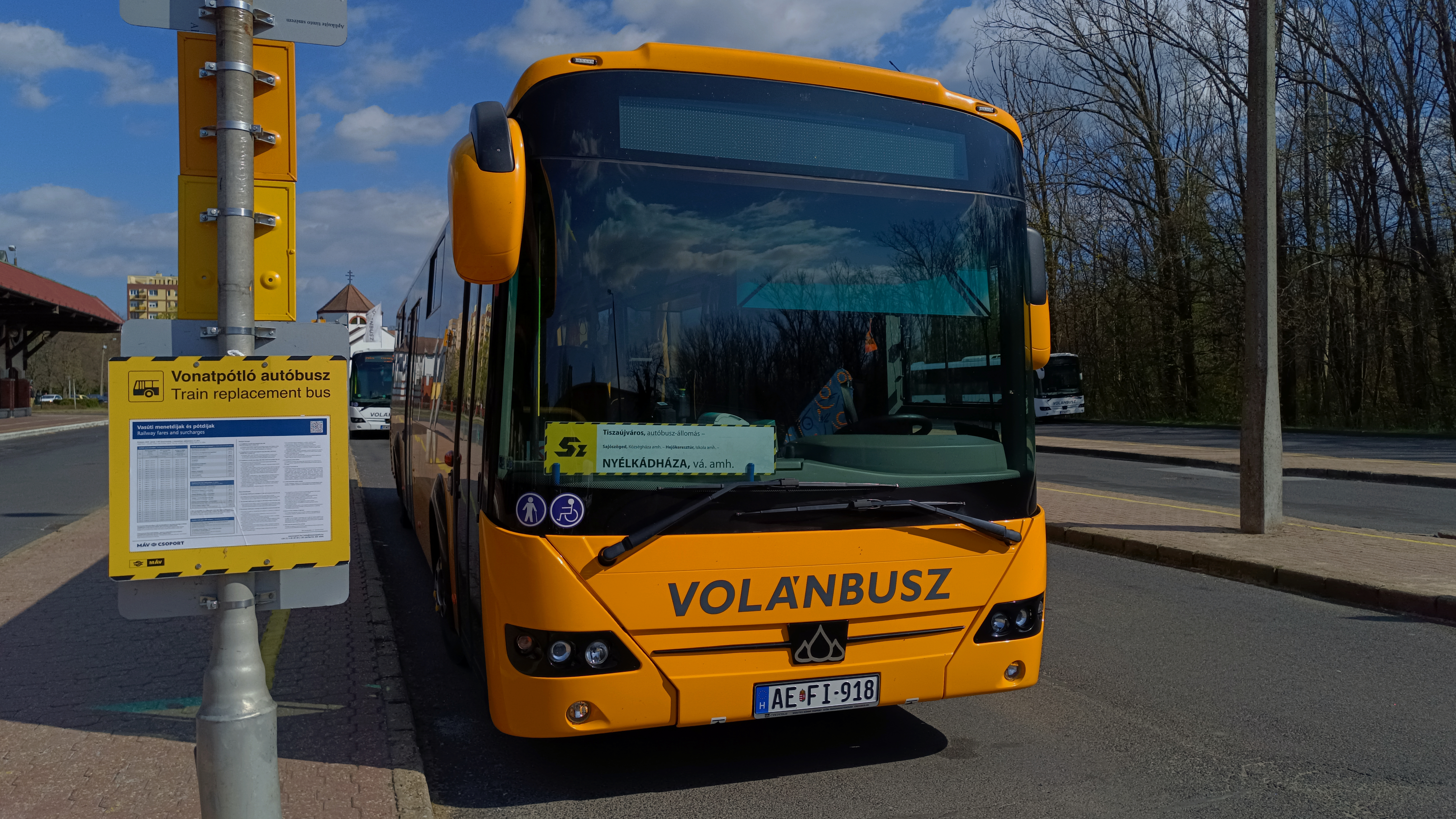
Vonatpótló busz Tiszaújvárosban

### Pálya
| Kezdőpont     | Végpont             | Sebesség (km/h) | Táv (km) |
| ------------- | ------------------- | --------------- | -------- |
| Nyékládháza   | Hejőkeresztúr       | 100             | 4        |
| Hejőkeresztúr | Hejőkeresztúr       | 40              |          |
| Hejőkeresztúr | Nagycsécs           | 60              | 6        |
| Nagycsécs     | Tiszaújváros        | 80              | 7        |
| Tiszaújváros  | Tiszapalkonya-Erőmű | 50              | 3        |